# Laximiniya
Laximiniya – gaun wikas samiti w środkowej części Nepalu w strefie Dźanakpur w dystrykcie Mahottari. Według nepalskiego spisu powszechnego z 2001 roku liczył on 1594 gospodarstw domowych i 9483 mieszkańców (4566 kobiet i 4917 mężczyzn).